# Gawhali
Gawhali fou un petit estat tributari protegit del grup de Mehwas amb una població de 500 persones i uns ingressos de 2200 lliures. Limitava al nord amb Kathi i Rajpipla, a l'est amb el districte de Khandesh, al sud amb Chikhli i a l'oest amb Sabgara (estat de l'agència de Rewa Kantha).
La dinastia governant era descendents de la tribu valvi dels bhils, originalment feudataris de Rajpipla contra el que es van rebel·lar i foren derrotats pel Gaikwar de Baroda (1763-1813). El 1818 el cap, Nana, amb una banda d'aventurers, es va dedicar al saqueig. El capità Briggs va fer acords amb els caps de Mehwas i li va concedir una subvenció de 30 lliures a condició de dedicar-se a la política i no al bandidatge; pel mateix acord Baroda li va concedir una subvenció de 896 lliures. Nana fou succeït pel seu fill Katiya, durant la minoria del qual l'estat fou administrat pel seu oncle Devji. Katiya va morir el 1878 i el va succeir el seu fill Sarupsing, que encara era menor, i va actuar com a administrador el subagent polític junt amb el seu oncle Ramji.